# Norma Bengell
Norma Bengell est une actrice, chanteuse, réalisatrice et productrice brésilienne, née à Rio de Janeiro le 21 février 1935 et morte le 9 octobre 2013 à Botafogo.

## Biographie

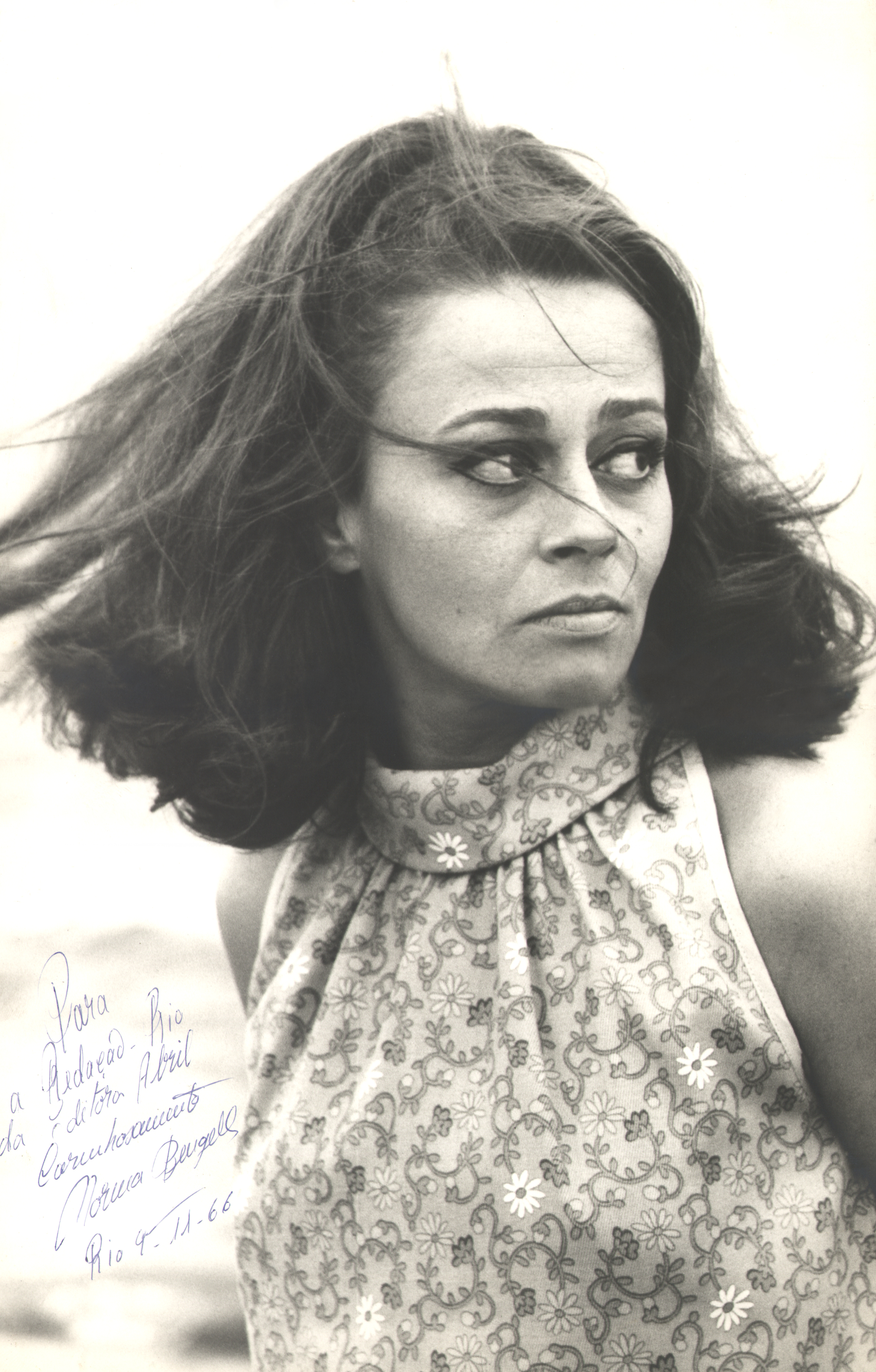
Norma Bengell (1966)

Fille de Christian Friedrich Bengel, un Belge né à Anvers, et Maria da Glória Guimarães, née a Rio, Norma Bengell commence sa carrière dans la chanson au cours des années 1950. Son premier disque est publié en 1959 avec des titres de Tom Jobim et João Gilberto, deux fameuses figures de la bossa nova.
Populaire durant les années 1960, Norma Bengell a été la première actrice brésilienne à poser nue au cinéma.
Elle a attiré l'attention pour sa sensualité, en chantant et en parodiant Brigitte Bardot dans O Homem do Sputnik, son premier long métrage, mais aussi en 1962, avec le premier nu frontal de l'histoire du cinéma brésilien dans le film Os Cafajestes de Ruy Guerra. Elle a été mariée à l'acteur italien Gabriele Tinti, une relation qu'elle relate dans un livre sobrement intitulé Norma Bengell.
Elle meurt le 9 octobre 2013 des suites d'un cancer du poumon dans un hôpital de Botafogo, au sud de Rio de Janeiro.

## Filmographie

### Actrice
- 1959 : O Homem do Sputnik
- 1960 : Conceição
- 1961 : Carnival of Crime
- 1961 : Mulheres e milhões
- 1961 : Sócia de Alcova
- 1962 : Mafioso
- 1962 : La Parole donnée
- 1962 : Os Cafajestes
- 1963 : I cuori infranti (it)
- 1963 : Il mito
- 1963 : La ballata dei mariti
- 1964 : La costanza della ragione
- 1964 : Les Jeux de la nuit (Noite Vazia)
- 1965 : Mar Corrente
- 1965 : La Planète des vampires
- 1965 : Illégitime Défense (Una bella grinta) de Giuliano Montaldo
- 1965 : L'uomo di Toledo (ou La Muerte se llama Myriam) d'Eugenio Martín
- 1966 : As Cariocas
- 1966 : Les Cruels (I crudeli)
- 1967 : A Espiã que Entrou em Fria
- 1968 : Antes, o Verão
- 1968 : Dezesperado
- 1968 : Edu, Coração de Ouro
- 1968 : Io non perdono... uccido
- 1968 : Juventude e Ternura
- 1969 : O Anjo Nasceu
- 1969 : OSS 117 prend des vacances
- 1969 : Verão de Fogo
- 1970 : O Abismo
- 1970 : Le Palais des anges (O Palácio dos Anjos)
- 1970 : Les Dieux et les Morts
- 1971 : A Casa Assassinada
- 1971 : As Confissões de Frei Abóbora
- 1971 : Capitão Bandeira contra o Doutor Moura Brasil
- 1971 : Paixão na Praia
- 1972 : O Demiurgo
- 1973 : Défense de savoir
- 1973 : Les Soleils de l'île de Pâques
- 1975 : Assim Era a Atlântida
- 1976 : Paranóia
- 1977 : Maria Bonita
- 1977 : Nas Quebradas da Vida
- 1978 : Mar de Rosas
- 1978 : Na Boca do Mundo
- 1978 : Mulheres de Cinema
- 1981 : L'Âge de la Terre
- 1981 : Abrigo Nuclear
- 1981 : Eros, o Deus do Amor
- 1982 : Tabu
- 1983 : Rio Babilônia
- 1984 : O Filho Adotivo
- 1984 : Tensão no Rio
- 1986 : A Cor do Seu Destino
- 1986 : Fonte da Saudade
- 1987 : Running Out of Luck
- 1987 : Mulher Fatal Encontra o Homem Ideal
- 1988 : Eternamente Pagu
- 1988 : Fronteiras
- 1992 : Vagas para Moças de Fino Trato

### Réalisatrice
- 1987 : Eternamente Pagu
- 1996 : O guarani
- 2003 : Infinitivamente Guiomar Novaes (documentaire)